# Valašská kolonizace
Valašská kolonizace je v literatuře používaný termín, kterým je označováno dosídlování Karpat, tedy Ukrajiny, Slovenska, Polska, Maďarska a severovýchodní Moravy na základě valašského práva ve 14. až 17. století.
Během valašské kolonizace se obyvatelstvo usídlovalo převážně na hřebenech Karpat, kde se živilo pastevectvím. Vznikalo tak osídlení nazývané hole.

## Historie
Od 12. století se valašští pastevci žijící jižně od Dunaje stěhovali na sever a západ. Je pravděpodobné, že tlak turecké okupace Balkánu vedl některé valašské rody k migraci dále na sever a západ a k usazení na území dnešní Ukrajiny, Polska, Maďarska, Slovenska a i České republiky.
Čím dále na západ, tím více slábl valašský živel, zatímco stále větší část populačního substrátu kolonizace tvořili Rusíni a dokonce polští či slovenští pastevci.
Vzhledem k výskytu zeměpisných názvů v polských Karpatech ve 13. století, jejichž etymologie naznačuje valašský původ (např. Magura, Beskydy), se nabízí hypotéza, že již v té době docházelo na polském území k migracím národů valašského původu. Protože valašští pastevci v té době nezakládali osady, nazývá se tato fáze kolonizace "kočovnou fází". Podnebí Západních Karpat se však výrazně lišilo od klimatu Balkánu, a proto museli Valaši opustit svůj základní způsob hospodaření - pastevectví na pastvinách - což vedlo k zakládání stálých osad/vesnic podle valašského práva.
V polovině 14. století zasáhla valašská kolonizace oblast Pogórze Dynowskie (tehdejší polsko-ruské pomezí), v 15. století Tatry a na přelomu 16. a 17. století se zastavila na slovensko-moravském pomezí - na Kysucích a moravském Valašsku. V Polsku se valašská kolonizace týkala například Zawoję, Jeleśnię a Rycerkę.
Valašská kolonizace v Západních Karpatech byla etnicky smíšená - valašsko-rusínská. Jak je vidět, přídavné jméno "valašský" v názvu této migrační vlny nelze chápat doslovně. Je pravda, že Valaši se na této migraci podíleli až do jejího konce, ale o její specifičnosti nerozhodoval etnický faktor. Na rozdíl od typického nížinného zemědělství měla valašská kolonizace především pastevecký charakter a typická zemědělská výroba měla pouze druhotný, doplňkový význam. Pastevci hospodářsky využívali horské a dokonce i vysokohorské oblasti, které dosud nebyly vůbec osídleny nebo byly dokonce opuštěny předchozími osadníky - tam, kde se obvykle zemědělská kolonizace ukázala jako neefektivní. Pásli (přinejmenším zpočátku) svůj "valašský dobytek" (ovce, kozy), a žili především v lesích, které v té době nebyly jinak hospodářsky využívány. Protože jim to přinášelo příjmy, podporovali valašskou kolonizaci uherští a polští králové a místní majitelé půdy. Valašská kolonizace často nespočívala v zakládání osad na tzv. hrubých kořenech, ale v převodu již existujících (hospodářsky upadajících) vesnic pod valašské právo.
Specifické hlavní zaměstnání tohoto obyvatelstva vedlo k odlišné sociální struktuře než v nížinách. To se pak odrazilo ve specifickém právním režimu pasteveckého obyvatelstva - tzv. valašském právu. Na základě tohoto zákona byly zakládány vesnice a dokonce (velmi zřídka) města (např. Ustrzyki Dolne). Zakladatelem vesnice se stal její tzv. kňaz (obdoba šoltyse), zatímco v čele skupiny valašských vesnic nacházejících se v majetku jednoho zemana (tzv. valašská země) stál tzv. krajnik, na západ od Dunajce zvaný vajda nebo valašský vojvoda. Kňaz měl výsadní hospodářské postavení a poměrně širokou pravomoc nad obyvatelstvem své vesnice, např. rozhodoval i o osobě faráře místního kostela. Povinnosti majitelů půdy vůči vrchnosti byly přizpůsobeny specifikům pasteveckého hospodářství - výše poddanství byla omezena a nájemné se platilo v pasteveckých produktech (ovce, kůže, vlna, sýr). Rozdíly oproti vesnicím založeným podle magdeburského práva zmizely na konci středověku. Valašská sídla byla malá, poměrně řídce rozptýlená a téměř výhradně venkovského typu.
Valašská kolonizace po sobě zanechala několik trvalých stop. Především se pod jeho výrazným (ne-li dominantním) vlivem zformovalo goralské etnikum společné pro celé Západní Karpaty. Dalším trvalým důsledkem valašské kolonizace bylo vytvoření rusínského sídelního prostoru v podobě klínu táhnoucího se na západ podél hlavního hřebene Karpat až k Pieninám a Tatrám, který až do 20. století odděloval oblasti osídlené Poláky a Slováky. Valašská kolonizace měla významný vliv na vznik etnické skupiny Lemků. Zanechala také stopy v hospodářských vztazích a sídelní síti Západních Karpat. Přítomnost zeměpisných jmen valašského původu v Karpatech, jako jsou Magura, Kiczora a lemkovská příjmení (např. Dzioban), je dokladem valašské přítomnosti v regionu.
Cesty a sídelní síť Valachů ve Východních Karpatech se minimálně od 15. století překrývají s osídlením karpatských Romů.